# Ramón Benito de La Rosa y Carpio

Wappen von Ramón Benito de La Rosa y Carpio

Ramón Benito de La Rosa y Carpio (* 19. September 1939 in Higüey) ist emeritierter Erzbischof von Santiago de los Caballeros.

## Leben
Ramón Benito de La Rosa y Carpio empfing am 23. Januar 1965 die Priesterweihe.
Papst Johannes Paul II. ernannte ihn am 2. Dezember 1988 zum Weihbischof in Santo Domingo und Titularbischof von Cerbali. Der Papst persönlich spendete ihm am 6. Januar des nächsten Jahres die Bischofsweihe; Mitkonsekratoren waren Edward Idris Cassidy, Substitut des Staatssekretariates, und José Tomás Sánchez, Sekretär der Kongregation für die Evangelisierung der Völker.
Am 25. März 1995 wurde er zum Bischof von Nuestra Señora de la Altagracia en Higüey und am 16. Juli 2003 zum Erzbischof von Santiago de los Caballeros ernannt.
Papst Franziskus nahm am 23. Februar 2015 seinen altersbedingten Rücktritt an.